# Лепешинский, Василий Иванович
Василий Иванович Лепешинский (1828—1891) — протоиерей, ректор Пермской духовной семинарии.

## Биография
Родился в семье дьячка в местечке Хотимске Могилёвской губернии в 1828 году. После домашнего образования под руководством своего старшего брата поступил в Мстиславское уездное духовное училище и окончил его первым учеником. В 1843 году продолжил обучение в Могилёвской духовной семинарии, которую также окончил первым учеником в 1849 году. Во время обучения в семинарии увлёкся романами Ф. Купера и изучил французский язык для чтения на нём книг. Также, из предметов семинарского курса ему понравилась медицина, и он даже некоторое время собирался поступить в Санкт-Петербургскую медико-хирургическую академию. Как лучший выпускник семинарии по окончании семинарии он предназначался к направлению в духовную академию, но по слабости здоровья отказался и поступил учителем в Мстиславское духовное училище. В следующем году был переведён в Гомельское духовное училище, где дополнительно стал исправлять должность инспектора.
В 1853 году поступил в Киевскую духовную академию и в 1857 году окончил её первым в выпуске и в следующем году получил степень магистра и был назначен инспектором и учителем Могилёвского духовного училища, а затем — учителем Могилёвской духовной семинарии. В 1860 году был хиротонисан во пресвитера к Могилёвскому кафедральному собору. Одновременно, в 1864 году он состоял членом дирекции народных училищ Могилевской губернии.
В 1870 году был определён ключарём Могилёвского кафедрального собора, в следующем году возведён в сан протоиерея и назначен цензором проповедей духовенства Могилевских церквей; в 1873 году ревизовал духовные училища Могилёвской губернии. Лепешинский считался выдающимся проповедником. Его проповеди были сильны и убедительны и, благодаря своей простоте и уменью затрагивать самые чувствительные струны человеческого сердца, производили сильное впечатление даже и на иноверцев. В 1882 году были изданы «Проповеди протоиерея при Могилевском кафедральном соборе» (Могилев, губ. : тип. Губ. правл., 1882. — 170, V с.).
В 1884 году был назначен ректором Пермской духовной семинарии.
Скончался 16 (28) января 1891 года в Перми. Был похоронен на кладбище при Пермском архиерейском доме.
Его сын, Леонид Васильевич Лепешинский (1870—1949), стал хирургом, Заслуженным врачом РСФСР (1944).